# (6849) Doloreshuerta
(6849) Doloreshuerta (désignation provisoire 1979 MX6) est un astéroïde de la ceinture principale de 4,071 km de diamètre découvert en 1979.

## Description
(6849) Doloreshuerta a été découvert le 25 juin 1979 à l'observatoire de Siding Spring, situé près de Coonabarabran, en Nouvelle-Galles du Sud, en Australie, par E. F. Helin et S. J. Bus.

### Caractéristiques orbitales
L'orbite de cet astéroïde est caractérisée par un demi-grand axe de 2,37 UA, un périhélie de 2,16 UA, une excentricité de 0,09 et une inclinaison de 6,38° par rapport à l'écliptique. Du fait de ces caractéristiques, à savoir un demi-grand axe compris entre 2 et 3,2 UA et un périhélie supérieur à 1,666 UA, il est classé, selon la JPL Small-Body Database, comme objet de la ceinture principale.

### Caractéristiques physiques
(6849) Doloreshuerta a une magnitude absolue (H) de 13,7 et un albédo estimé à 0,424, ce qui permet de calculer un diamètre de 4,071 km. Ces résultats ont été obtenus grâce aux observations du Wide-field Infrared Survey Explorer (WISE), un télescope spatial américain mis en orbite en 2009 et observant l'ensemble du ciel dans l'infrarouge, et publiés en 2011 dans un article présentant les premiers résultats concernant les astéroïdes de la ceinture principale.